# フレッド・オット

『フレッド・オットのくしゃみ』

フレデリック・P・オット（フレデリック・ポール・オット、Frederick P. Ott、1860年、ニュージャージー州 - 1936年10月24日、ニュージャージー州ウェストオレンジ）は、1890年代にトーマス・エジソンの研究施設で働いていた人物。彼と思われる人物は、現存する最初期の映画作品2点に登場しており、『Edison Kinetoscopic Record of a Sneeze (a.k.a. Fred Ott's Sneeze)』（『フレッド・オットのくしゃみ』）と『Fred Ott Holding a Bird』はいずれも1894年の映画作品である。

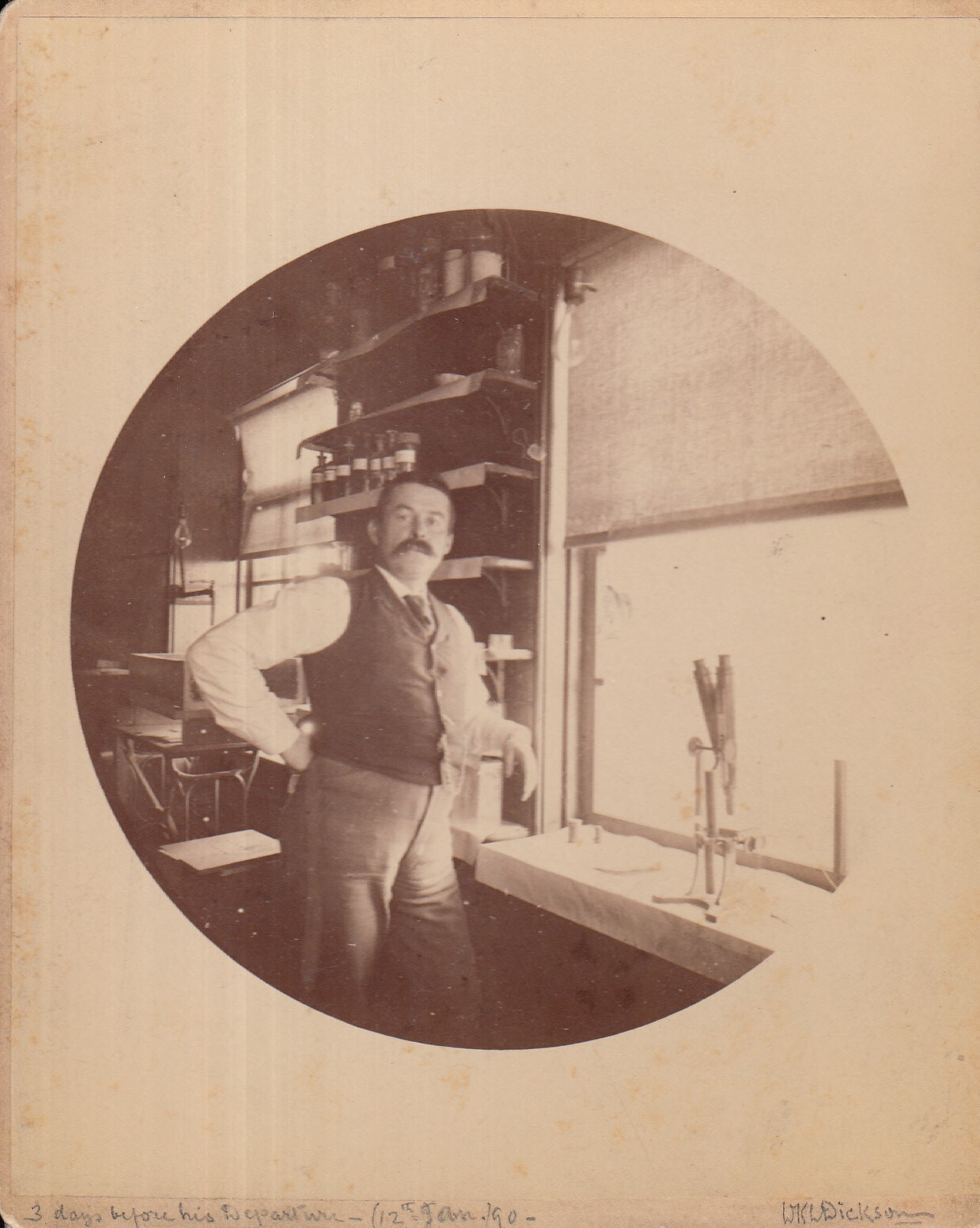
ウェストランドの研究所にて

前者の作中で、オットは嗅ぎタバコのひとつまみを鼻から引き抜き、そのためにくしゃみをする。
なお、一説には、より早い時期に制作された『モンキーシャインズ』にもオットが関わっていたとも言われるが、その当否は議論が分かれている。
オットは、1874年からエジソンの下で働きはじめ、1893年に長期雇用でエジソンと組み、両者はマンハッタンにあった研究施設で電灯の街路灯の開発に取り組んだ。オットはエジソンの主要な発明品の開発に加わり、1931年にエジソンが死去すると程なくして引退した。オットは、1936年10月24日にニュージャージー州ウェストオレンジの自宅で死去した。

## フィルモグラフィ
- Edison Kinetoscopic Record of a Sneeze（フレッド・オットのくしゃみ） (1894)
- Fred Ott Holding a Bird (1894)
- The Kiss (1900)